# Геращенко Олексій Леонідович
Олексій Леонідович Геращенко  (нар. 6 квітня 1978, Житомир)— український економіст, підприємець, педагог і письменник. Автор онлайн-курсів «Економіка для всіх», «Підприємництво. Власна справа в Україні» і «Фінансовий менеджмент» на сайті Prometheus.

## Життєпис
Олексій Геращенко народився в Житомирі. В 2000 році закінчив Київський національний економічний університет. Під час навчання почав працювати у банках Ощадбанк, потім Аркада, а згодом стає фінансовим директором компанії «Юг-Контракт». З 2010 року викладає у Києво-Могилянській бізнес-школі.

## Особисте життя
Одружений, має трьох дітей.

## Відзнаки
- 10 Кращих фінансових директорів України (2011) за версією журналу &.ФИНАНСИСТ — 4 місце[5]